# Forsebia
Forsebia es un género de lepidópteros de la familia Erebidae. Su especie tipo, Forsebia perlaeta H. Edwards, 1882, es originaria de Norteamérica.

## |Sinonimia
- Forsebia aegrota (H. Edwards, 1884)
- Forsebia aegrotata  Smith, 1893,
- Syneda flavofasciata Dyar, [1903],